# Béguard
Pour l’article ayant un titre homophone, voir Bégard.

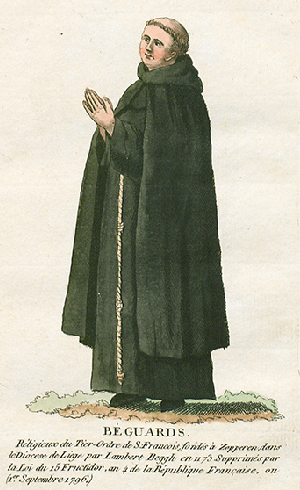
Béguards

Un béguard, bégard, béghard, bogard ou béguin est un homme. Ces hommes n'appartenaient à aucun ordre religieux, ils ont donc établi leurs propres règles et, en fonction de celles-ci, ils pouvaient vivre n'importe où, des vagabonds solitaires aux communautés cloîtrées, avec beaucoup de variété entre ces deux extrêmes. Les communautés des bégards et leur Histoire sont liées à celles des béguines.

## Historique
Apparu à la fin du XIIe siècle et se développant fortement dans les villes au cours du XIIIe siècle, le mouvement béguinal « couvre un ensemble d'expériences et de formes de vie religieuses d'une très grande diversité, dont l'élément unificateur est le caractère laïc  » de ce qui est à envisager comme un véritable courant spirituel du christianisme européen. Il se développe au départ de Liège, où Lambert le Bègue le soutient autour de l'église Saint-Christophe.
Au cours du concile de Vienne (1312), les autorités ecclésiastiques condamnent le « bégardisme », dans lequel elles voient une remise en question de la distinction entre laïcs et clercs, ainsi que les thèses que le mouvement développe. Bégards et béguines « hétérodoxes », considérés comme hérétiques et suspectés d'appartenir au courant de pensée dit des « Libres-Esprits » sont alors durement frappés par l'Inquisition.

## Ordre des Bégards
Les Bégards se sont constitués en ordre, en 1359 en Belgique, quand quelques vieillards ont décidé de vivre en commun de leur métier de tisserand. Ces religieux étaient du Tiers-Ordre de saint François, et leur institut était à peu près le même que celui des Cordeliers en France.

## Différentes implantations

### Les béguins de Languedoc
Les béguins de Languedoc étaient pour la plupart des membres du Tiers-Ordre franciscain, inspirés par les franciscains spirituels dont notamment Pierre de Jean Olivi. Interprétant l'Apocalypse de façon radicale, et convaincus de vivre la fin des temps, ils furent persécutés à partir de 1318 comme hérétiques par l'Église du pape d'Avignon Jean XXII (1316-1334).

### Les bégards de Bruxelles
L'église des bégards, à Bruxelles, ne fut achevée qu'en 1718. Plus tard encore, le 26 juin 1752, la première pierre d'un nouveau couvent fut posée au nom du prince de Hornes. Il y a encore à Bruxelles une rue des Bogards, qui va de la place Fontainas à l'angle des rues de l'Étuve et du Poinçon, où elle devient rue des Alexiens.

#### Études
Henri Delacroix, Essai sur le mysticisme spéculatif en Allemagne au XIVe siècle, (1900), Chapitre IV & V : Le libre esprit et les béghards hérétiques, rééd. Éditions localement transcendantes, Puyméras, 2022.